# Марбург (футбольний клуб)
«Ма́рбург» (нім. «VfB Marburg») — німецький футбольний клуб з Марбурга. Заснований 13 травня 1905 року.